# Critically Ashamed
Critically Ashamed è un album studio del gruppo musicale statunitense FM Static, pubblicato nel 2006.

## Tracce
1. Hope the Rock Show Goes Good – 0:08
2. Flop Culture – 3:41
3. Six Candles – 4:15
4. The Next Big Thing – 3:33
5. America's Next Freak – 3:30
6. Tonight – 3:38
7. The Video Store – 3:20
8. Girl of the Year – 3:04
9. Nice Piece of Art – 3:32
10. What It Feels Like – 2:48
11. Waste of Time – 2:50
12. Moment of Truth – 3:46